# Carson Rowland
Carson Rowland (Boca Raton, 3 novembre 1997) è un attore e cantante statunitense conosciuto per il ruolo di Cole nella serie I Am Franky e quello di Ty in Il colore delle magnolie.

## Biografia
Carson Rowland è nato il 3 novembre 1997 a Boca Raton, in Florida.
Da bambino, ha studiato a casa con i suoi tre fratelli: un fratello maggiore, una sorella gemella ed una sorella minore.
Ha esordito come attore nel 2015 recitando nella serie televisiva Tweet: The Series. Nel 2017 è stato scelto per interpretare il ruolo di Cole Reyes nella serie I Am Franky. In seguito ha recitato anche nelle serie American Housewife, Il colore delle magnolie e  Pretty Little Liars: Original Sin.
Nel 2018 ha recitato nel suo primo film cinematografico, Trico Tri Happy Halloween. L'anno seguente ha recitato nei film Killer di sogni, per il quale ha vinto alcuni premi, Crudele fissazione e Babbo Natale in prova.

## Filmografia

### Cinema
- Trico Tri Happy Halloween, regia di Christian Vogeler (2018)
- Killer di sogni (Dream Killer), regia di Barbie Castro (2019)
- Crudele fissazione (Cruel Fixation), regia di Damián Romay (2019)
- Babbo Natale in prova (Santa in Training), regia di Christian Vogeler (2019)
- Run, regia di Taylor Castro - cortometraggio (2020)
- Untitled Sam Ashby Film, regia di Sam Ashby - cortometraggio (2021)
- After, regia di Carmine Mastrokostas - cortometraggio (2022)

### Televisione
- Tweet: The Series – serie TV, 5 episodi (2015)
- I Am Franky (I Am Frankie) – serie TV, 42 episodi (2017-2018)
- American Housewife – serie TV, 4 episodi (2020)
- Ghost Tape – serie podcast, 3 episodi (2020)
- Il colore delle magnolie (Sweet Magnolias) – serie TV, 21 episodi (2020-2022)
- Pretty Little Liars: Original Sin – serie TV, 10 episodi (2022)

### Video musicali
- Give Me Love (2019)
- Don't Know What to Say - Duet (2019)
- Abyss (2020)
- Disappear (feat. Taylor Castro) (2020)

## Riconoscimenti
- 2018 – Actors Awards
  - Miglior giovane attore per Killer di sogni
  - Miglior cast per Killer di sogni (con Christy Carlson Romano, Taylor Castro, Jacy King, Gail Soltys, Miguel Fasa, Brian Gross, Kane Schirmer, Mia Matthews, Eric R. Castro e Barbie Castro)

- 2019 – Olympus Film Festival
  - Miglior filmper Killer di sogni (con Barbie Castro, Eric R. Castro, Chad Rehmann, David Chester, Jon Schellenger, Christy Carlson Romano, Taylor Castro, Jacy King, Gail Soltys, Miguel Fasa, Brian Gross, Kane Schirmer e Mia Matthews)